# Magnetstimulation
Die Magnetstimulation ist eine nichtinvasive Methode, um biologische Gewebe wie Muskulatur, Nerven und Gehirn zu stimulieren. Das physikalische Prinzip der Magnetstimulation ist die elektromagnetische Induktion. Ein Kondensator entlädt sich über eine Magnetspule und erzeugt ein Magnetfeld. Durch die schnelle Magnetfeldänderung wird im Körpergewebe ein Strom induziert. Erreicht dieser Strom eine ausreichende Stärke, so werden im Körper Muskel- und Nervenzellen gereizt.
Siehe auch: Transkranielle Magnetstimulation